# 黄沙镇 (磁县)
黄沙镇，是中华人民共和国河北省邯郸市磁县下辖的一个乡镇级行政单位。

## 行政区划
黄沙镇下辖以下地区：
黄沙一街村、黄沙二街村、黄沙三街村、前辛安村、后辛安村、申家庄村、水池村、南上庄村、北黄沙村和马家荒村。